# المجتمع الدولي

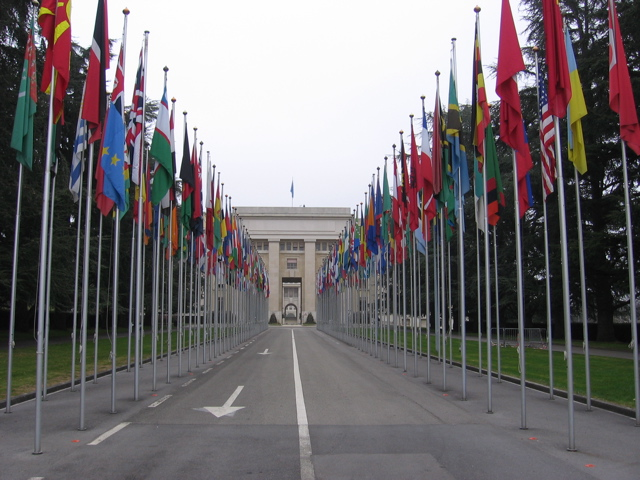

المجتمع الدولي هي عبارة تستخدم في العلاقات الدولية للإشارة إلى أنفسهم من قبل الولايات المتحدة الأمريكية وحلفائها بأوسع معانيها. وهو لا يشير بشكل حرفي إلى كل الأشخاص والثقافات والحكومات العالمية. ويستخدم هذا المصطلح للإشارة إلى تواجد المهام والالتزامات الشائعة بينها. وغالبًا ما يستخدم النشطاء والسياسيون والمعلقون المصطلح، في سياق الدعوة لاتخاذ إجراء ضد القمع السياسي ولحماية حقوق الإنسان.